# کوه‌های آبی (فیلم ۱۹۸۳)
کوه‌های آبی (گرجی: ცისფერი მთები ანუ დაუჯერებელი ამბავი) یک فیلم در سبک درام کمدی به کارگردانی الدار شنگلایا است. این فیلم محصول سال ۱۹۸۳ کشور گرجستان است. این فیلم برای نمایش در بخش کلاسیک کن در جشنواره کن سال ۲۰۱۴ انتخاب شد.